# And the Band Played On
And the Band Played On (En el filo de la duda, en España; Y la banda siguió tocando, en Argentina) es un telefilme docudrama estadounidense de 1993, dirigido por Roger Spottiswoode, protagonizado por Matthew Modine, Saul Rubinek, Alan Alda, Ian McKellen, Glenne Headly, Richard Masur y Lily Tomlin en los papeles principales. Está basado en el best-seller And the Band Played On: Politics, People, and the AIDS Epidemic, escrito por Randy Shilts.

## Argumento
A comienzos de 1976, el epidemiólogo estadounidense Don Francis (Matthew Modine) llega a un poblado de los aledaños del Río Ébola en el Congo y descubre que muchos de sus residentes y el médico que trabajó con ellos, murieron por una misteriosa enfermedad que más tarde sería identificada como el virus Ébola. Esa será su primera experiencia de una epidemia mortal, que junto a la imagen de los fallecidos que él ayudó a cremar, le perseguirán más tarde.
En 1981, Francis se da cuenta de un creciente número de muertes inexplicables entre la población de hombres homosexuales de Los Ángeles, Nueva York y San Francisco, y pronto comenzará una investigación en profundidad sobre las posibles causas para el organismo estatal Centros para el Control y Prevención de Enfermedades. Trabajando sin fondos, en espacios limitados y con un equipamiento obsoleto, entra en contacto con políticos, y miembros de la comunidad médica, a muchos de los cuales les molestará su implicación personal con activistas gais, entre los cuales se encontraban algunos como Bill Kraus que lo apoyaron, y otros que expresaron su rechazo a lo que consideraron su interés como una injerencia indeseada en su estilo de vida, especialmente por sus intentos por clausurar las saunas para homosexuales.
Mientras que Francis prosigue en su teoría de que el SIDA es causado por un virus de transmisión sexual basado en el mismo modelo de la leucemia felina, y posteriormente a través de las transfusiones de sangre, sus esfuerzos son torpedeados por, entre otros, los Centros para el Control y Prevención de Enfermedades y otros organismos, reacios a probar que la enfermedad se transmite a través de la sangre. Además se involucra en la disputa entre científicos franceses del Instituto Pasteur, y estadounidenses, en particular, el doctor Robert Gallo, que se pelean sobre quién deberá recibir el mérito y los elogios por el descubrimiento del virus. En 1984, el doctor Gallo anuncia el descubrimiento del causante del SIDA, el actualmente denominado VIH (virus de la inmunodeficiencia humana) y por él llamado HTLV3 (Virus linfotrópico de células T humanas-3), que en realidad era una contaminación de sus cultivos con las muestras del LAV (virus de la linfadenopatia) enviadas por el Instituto Pasteur. La apropiación del descubrimiento de los investigadores franceses fue una actuación que acabó siendo reprochada por falta de ética por la comunidad científica internacional. Mientras tanto, el número de muertos seguía subiendo rápidamente.
Finalmente, el doctor Francis es desplazado de la investigación y decide retirarse a vivir y trabajar en San Francisco.

## Comentarios
La película fue premiada en el Festival de Cine de Montreal, antes de ser emitida por la cadena HBO, el 11 de septiembre de 1993. Aparecen como cameos (en papeles secundarios o de reparto) en el filme, Phil Collins, Richard Gere, Anjelica Huston, Tchéky Karyo, Swoosie Kurtz y Steve Martin.

## Reparto
- Matthew Modine ..... Dr. Don Francis
- Saul Rubinek ..... Dr. Jim Curran
- Alan Alda ..... Dr. Robert Gallo
- Ian McKellen ..... Bill Kraus
- Glenne Headly ..... Dra. Mary Guinan
- Richard Masur ..... William Darrow
- Lily Tomlin ..... Dra. Selma Dritz
- Jeffrey Nordling ..... Gaëtan Dugas
- Donal Logue ..... Bobbi Campbell
- BD Wong ..... Kico Govantes
- Patrick Bauchau ..... Dr. Luc Montagnier
- Nathalie Baye ..... Dra. Françoise Barre
- Phil Collins ..... Eddie Papasano
- Steve Martin ..... El hermano
- Richard Gere ..... El coreógrafo
- David Marshall Grant ..... Dennis Seeley
- Ronald Guttman ..... Dr. Jean-Claude Chermann
- Anjelica Huston ..... Dra. Betsy Reisz
- Ken Jenkins ..... Dr. Dennis Donohue
- Richard Jenkins ..... Dr. Marc Conant
- Tchéky Karyo ..... Dr. Willy Rozenbaum
- Peter McRobbie ..... Dr. Max Essex
- Charles Martin Smith ..... Dr. Harold Jaffe
- David Clennon ..... Señor Johnstone
- Swoosie Kurtz ..... Señora Johnstone
- Lawrence Monoson ..... Chip

## Premios y candidaturas

### Premios Emmy
- Mejor película producida para televisión (ganadora)
- Mejor casting (ganadora)
- Mejor edición (ganadora)
- Mejor dirección de miniseries (nominada)
- Mejor guion de miniseries (nominada)
- Mejor actor (Matthew Modine, nominado)
- Mejor actor de reparto (Alan Alda, nominado)
- Mejor actor de reparto (Richard Gere, nominado)
- Mejor actor de reparto (Ian McKellen, nominado)
- Mejor actriz de reparto (Swoosie Kurtz, nominada)
- Mejor actriz de reparto (Lily Tomlin, nominada)
- Mejor dirección artística (nominada)
- Mejor peluquería y estilismo (nominada)
- Mejor maquillaje (nominada)

### Premios Globo de Oro
- Globo de Oro a la mejor miniserie o «TV-movie» (nominada)
- Globo de Oro a la mejor interpretación masculina en miniserie o «TV-movie» (Matthew Modine, nominado)

### Premios CableACE
- Mejor actor de reparto (Ian McKellen, ganador)
- Mejor película o miniserie (nominada)
- Mejor actor de reparto (Richard Gere, nominado)
- Mejor actor de reparto (Lawrence Monoson, nominado)
- Mejor actriz de reparto (Swoosie Kurtz, nominada)
- Mejor actriz de reparto (Lily Tomlin, nominada)
- Mejor maquillaje (nominada)

### Otros premios
- GLAAD Media Awards a la mejor «TV-movie» (ganadora)
- Casting Society of America: Premio Artios al mejor casting de una «TV-Movie» de la semana (ganadora).
- American Cinema Editors: Premio Eddie a la mejor edición de película no comercial de televisión (ganadora).
- Humanitas Prize (Arnold Schulman, ganador).
- Festival de Cine de Montreal: Premio Especial del Jurado (Roger Spottiswoode, ganador).